# HD 8651
HD 8651，又名CD-42 493，SAO 215492、HR 408，是一颗恒星，视星等为5.42，位于銀經279.66，銀緯-74.1，其B1900.0坐标为赤經1h 20m 15.2s，赤緯-42° -74.1′ 46″。